# Батуринское
Батуринское (укр. Батуринське) — бывшее село в Бахмачском районе Черниговской области Украины. Село было подчинено Тиницкому сельсовету.

## История
Упоминается в 1850-х года как хутор Зарукавное, в 1920-х годах — Батуринский.
По состоянию на 1986 год село без постоянного населения. Решением Исполнительного комитета Черниговского областного совета народных депутатов от 23.02.1987 года село снято с учёта.

## География
Было расположено между истоками безымянного ручья и балкой Лупина Долина — юго-восточнее села Курень и севернее села Григоровка. Северо-восточнее расположено кладбище.